# 田寺敬信
田寺 敬信（たでら よしのぶ、1855年1月（安政元年12月） - 1914年（大正3年）8月9日）は、日本の政治家、実業家。衆議院議員（兵庫県郡部選出、当選1回）。兵庫県会議長（第16代、第17代）。神戸家畜市場社長。族籍は兵庫県平民。

## 人物
兵庫県飾磨郡高岡村（現姫路市）出身。農業を営む。神戸家畜市場社長、同取締役、姫路屠畜場専務取締役、姫路牛馬定設市場取締役などをつとめる。
1898年11月に第16代兵庫県会議長に就任し、1899年7月に退任する。1899年10月に第17代兵庫県会議長に就任し、1903年9月に退任する。1904年、第9回衆議院議員総選挙で当選する。憲政本党に所属する。住所は兵庫県飾磨郡高岡村。

## 家族
田寺家
- 長男・俊信[6]（1882年 - ?、官僚、姫路市長）
  - 同妻・尚子（1897年 - ?、貴族院議員・古沢滋の九女）[6]